# 南八千代町
南八千代町（みなみやちよまち）は福岡県北九州市八幡西区の町。住居表示実施済み。郵便番号は806-0024。

## 地理
八幡西区の北部東側に位置し、北に八千代町、東に紅梅、南に東鳴水、西に東神原町と接する。

## 地域の特徴
南に向かって緩やかに上り勾配となっており、東縁，南縁付近はさらに勾配がきつくなっている。北縁に沿って東西に山手通りが走る。八幡西消防署黒崎分署，北九州市立黒崎保育所，北九州市立黒崎児童館，県営住宅南八千代団地，市営八千代町団地，市営八千代南団地がある。

## 歴史
1932年（昭和7年）から1934年（昭和9年）頃の区画整理により、当町および現八千代町付近は、昭和初期から八千代町東（1 - 2丁目）・八千代町中（1 - 2丁目）・八千代町西（1 - 2丁目）と通称された。これらの名称は2023年現在でも自治町会の区分として使われている。

### 沿革
- 1968年（昭和43年）6月1日 - 南八千代町新設[5]。
- 1974年（昭和49年）4月1日 - 八幡区が八幡西区と八幡東区に分かれ、八幡区南八千代町は八幡西区南八千代町となる[6]。

### 町名の変遷
| 実施内容          | 実施年月日               | 実施後     | 実施前         |
| ----------------- | ------------------------ | ---------- | -------------- |
| 町名新設 住居表示 | 1968年（昭和43年）6月1日 | 南八千代町 | 八千代町の一部 |

## 世帯数と人口
2025年（令和7年）3月31日現在（北九州市発表）の世帯数と人口は以下の通りである。
| 町         | 世帯数  | 人口  |
| ---------- | ------- | ----- |
| 南八千代町 | 441世帯 | 757人 |

### 人口の変遷
国勢調査による人口の推移。
| 1995年（平成7年）  | 1,134人 | [ 8 ]  |  |
| 2000年（平成12年） | 1,206人 | [ 9 ]  |  |
| 2005年（平成17年） | 1,086人 | [ 10 ] |  |
| 2010年（平成22年） | 1,019人 | [ 11 ] |  |
| 2015年（平成27年） | 926人   | [ 12 ] |  |
| 2020年（令和2年）  | 877人   | [ 13 ] |  |

### 世帯数の変遷
国勢調査による世帯数の推移。
| 1995年（平成7年）  | 486世帯 | [ 8 ]  |  |
| 2000年（平成12年） | 537世帯 | [ 9 ]  |  |
| 2005年（平成17年） | 473世帯 | [ 10 ] |  |
| 2010年（平成22年） | 500世帯 | [ 11 ] |  |
| 2015年（平成27年） | 467世帯 | [ 12 ] |  |
| 2020年（令和2年）  | 453世帯 | [ 13 ] |  |

## 学区
市立小・中学校に通う場合、学区は以下の通りとなる。
| 町         | 街区     | 小学校                   | 中学校               |
| ---------- | -------- | ------------------------ | -------------------- |
| 南八千代町 | 1 - 4番  | 北九州市立黒崎中央小学校 | 北九州市立黒崎中学校 |
| 南八千代町 | 5 - 13番 | 北九州市立鳴水小学校     | 北九州市立黒崎中学校 |

## 交通

### バス
域内のバス停と系統は以下のとおりである。
| 運行事業者 | 運行事業者 | 西鉄バス北九州 | 西鉄バス北九州 | 西鉄バス北九州 | 西鉄バス北九州 |
| 系統       | 系統       | 40             | 42             | 91             | 197            |
| 停留所     | 八千代町   | ○              |                |                |                |

## 施設

### 役所・公的機関
- 八幡西消防署黒崎分署

### 社会福祉施設
- 北九州市立黒崎保育所
- 北九州市立黒崎児童館

### 公営住宅
- 県営住宅南八千代団地
- 市営八千代町団地
- 市営八千代南団地